# إمبراطور اليابان
إمبراطور اليابان (باليابانية: 天皇 تينُّو) وتعني حرفيا «سيادة السماء» ويشار إليه رسميا باسم ميكادو (帝) هو إمبراطور دولة اليابان، وقائد الدولة، وعميد العائلة الإمبراطورية اليابانية، كما أنه أعلى سلطة لديانة الشينتو، ويعتبر بحسب تعريف الدستور الياباني الحديث على أنه «رمز للدولة ولوحدة الشعب» ولا تتعدى سلطاته الدور الرمزي في نظام الملكية الدستورية المتبع في اليابان. تعد العائلة الإمبراطورية اليابانية أقدم ملكية وراثية مستمرة إلى اليوم في العالم. حيث يذكر كتاب نيهون شوكي والذي كتب حوالي القرن الثامن بأن الإمبراطور جينمو أسس إمبراطورية اليابان في عام 660 قبل الميلاد. الإمبراطور الحالي هو الإمبراطور ناروهيتو، والذي اعتلى العرش بعد تنازل والده الإمبراطور أكيهيتو في عام 2019 . سكن أباطرة اليابان منذ القرن التاسع في القصر الإمبراطوري «كيوجو» (宮城) في كيوتو، ثم انتقل إلى العاصمة طوكيو وسكن في قصر كوكيو (皇居) الذي كان مقر قلعة إيدو السابقة مع بداية فترة ميجي.
من ناحية تاريخية تَراوح دور إمبراطور اليابان بين كونه منصبًا فخريًا وكونه حاكمًا إمبراطوريًا فعليًا. منذ تأسيس منصب الشوغون في العام 1199، أصبح من الندرة بمكان اضطلاع أباطرة اليابان بدور قادة المعارك، خلافًا لواقع حال الملوك الغربيين. يمكن القول بأن أباطرة اليابان قد خضعوا بصورة شبه دائمة للتأثيرات السياسية الخارجية، بدرجات متفاوتة. على سبيل المثال، بين الأعوام 1199 و1867، كانت طبقة الشوغون والحكام من الشيكن في كاماكورا (1203-1333) من حكموا اليابان فعليًا، رغم أن تعيينهم الشكلي جاء من الإمبراطور. بعد استعراش مييجي في العام 1867، جسّد الإمبراطور جميع السلطات السيادية في البلاد، كما نص على ذلك دستور مييجي في العام 1889. منذ تطبيق دستور العام 1947، قُلّص دور الإمبراطور إلى قائد فخري للبلاد لا يتمتع بأي صلاحيات سياسية ولو شكليًا.
منذ منتصف القرن التاسع عشر، أُطلق على القصر الإمبراطوري تسمية كيوجو، والتي أصبحت كوكيو فيما بعد، ويقع في الموضع الذي وُجدت فيه سابقًا قلعة إيدو في قلب طوكيو (العاصمة الحالية لليابان). قبل ذلك، قطن الأباطرة في كيوتو (العاصمة التاريخية) على مدار 11 قرنًا. يُعتبر عيد ميلاد الإمبراطور (الموافق حاليًا للـ 23 من فبراير) عطلة رسمية.

## الدور
خلافًا للعديد من الملوك الدستوريين، فالإمبراطور ليس القائد التنفيذي الاسمي للبلاد. تنصّ المادة 65 من الدستور بشكل صريح على إسناد صلاحية السلطة التنفيذية إلى الحكومة، والتي يقودها رئيس الوزراء. إضافة إلى ذلك، لا يُعتبر الإمبراطور رئيس الأركان لقوات الدفاع الذاتي اليابانية، إذ يُنيط قانون قوات الدفاع الذاتي اليابانية بهذا المنصب إلى رئيس الوزراء.
تقتصر سلطات الإمبراطور على المراسم الاحتفالية الهامة فحسب. تحدد المادة الرابعة من الدستور أن الإمبراطور «ينبغي عليه تأدية هذه المراسم المنصوص عليها في الدستور وليس له صلاحيات تتعلق بالحكومة». ويقضي الدستور كذلك «بأن مشورة وموافقة الحكومة إلزامية بحق جميع أعمال الإمبراطور المتعلقة بشؤون الدولة» (المادة الثالثة). وتنص المادة الرابعة أيضًا على إمكانية تخويل الإمبراطور بهذه المسؤوليات كما هو منصوص عليه قانونًا.
رغم أن الإمبراطور هو مَن يعين رئيس الوزراء في منصبه اسميًا، فالمادة السادسة من الدستور تلزمه بتعيين المرشح «الذي يسمّيه البرلمان الياباني»، دون إعطاء الإمبراطور حق رفض التعيين.
تخول المادة السادسة من الدستور الإمبراطور بالأدوار الفخرية التالية:
1. تعيين رئيس الوزراء الذي يسميه البرلمان الياباني.
2. تعيين رئيس قضاة المحكمة الإدارية العليا الذي تسميه الحكومة.

تفصّل المادة السابعة من الدستور المسؤوليات الأخرى التي يضطلع بها الإمبراطور، حيث جاء فيها: «يتولى الإمبراطور، بناء على مشورة وموافقة الحكومة، القيام بالأفعال التالية فيما يتعلق بشؤون الدولة وبالنيابة عن الشعب». من ناحية عملية، تُستوفى تلك المسؤوليات حصرًا بمقتضى تعليمات الحكومة الملزمة:
1. إصدار التعديلات على الدستور، والقوانين، والمراسيم الحكومية، والمعاهدات.
2. الدعوة إلى عقد البرلمان.
3. حلّ مجلس النواب.
4. الإعلان عن الانتخابات العامة لأعضاء البرلمان.
5. إقرار تعيين وإقالة وزراء الدولة وغيرهم من المسؤولين بموجب القانون، والتفويض المطلق واعتماد السفراء والوزراء.
6. إقرار العفو العام والخاص، وتخفيف العقوبة، وإرجاء تنفيذ العقوبات، واسترداد الحقوق.
7. منح التكريمات.
8. إقرار صكوك التصديق وغيرها من الوثائق الدبلوماسية كما هو منصوص عليه قانونًا.
9. استقبال السفراء والوزراء الأجانب.
10. تأدية المراسم التشريفية.

تضم المراسم الاعتيادية التي يؤديها الإمبراطور بموجب الدستور، التعيين الإمبراطوري في قصر طوكيو الإمبراطوري واحتفال خطاب العرش في مجلس المستشارين الياباني في مبنى البرلمان الوطني. يفتتح خطاب العرش جلسات البرلمان الاعتيادية والإضافية. تُفتتح الجلسات الاعتيادية في كل يناير وبعد الانتخابات الجديدة لمجلس النواب. أما الجلسات الإضافية فهي تُعقد في الخريف وتُفتتح حينها.

## تاريخ
مع أن الإمبراطور يعتبر رمزًا لاستمرارية الماضي، إلا أن درجة الصلاحيات التي يمارسها قد تباينت تباينًا شديدًا عبر تاريخ اليابان الطويل. مع بداية القرن السابع، بدأت عادة إطلاق لقب «ابن السماء» (تينشي أو تينشي-ساما) على الإمبراطور.

### الأصل
استُقدم لقب الإمبراطور من الصين، إذ اشتُقّ من الأحرف الصينية وطُبق بأثر رجعي على الحكام اليابانيين الأسطوريين الذين حكموا قبل القرنين السابع والثامن ميلادية.
وفقًا للرواية المتوارثة لسجلات نيهون شوكي، فإن الإمبراطور جيمو أسس اليابان في العام 660 قبل الميلاد. ثمة اعتقاد عام لدى المؤرخين المعاصرين بأن جميع الأباطرة حتى الإمبراطور سوينين هم «أساسًا نتاج الأساطير» نظرًا لغياب الأدلة المادية للتحقق من صحة وجودهم ودراسة آثار حياتهم. على الأرجح فإن الأباطرة ابتداءً بالإمبراطور كيكو حتى الإمبراطور إنغيو (376-453 ميلادية) ذوو وجود تاريخي. يُعتبر الإمبراطور آنكو (401-456) من القرن الخامس الميلادي، وهو الإمبراطور العشرون وفقًا للروايات، يُعتبر أول حاكم تاريخي لليابان أو معظهما والذي ثمة ما يشبه الإجماع على وجوده. أما عهد الإمبراطور التاسع والعشرين، الإمبراطور كيمي (509 تقريبًا – 571 ميلادية) فهو أول عهد يتمكن علم التأريخ المعاصر من تعيين تواريخه التي يمكن التثبّت منها. ومع ذلك، فإن الأسماء والتواريخ المتعارف عليها تقليديًا للأباطرة السابقين لم تتخذ طابع «الموروث» حتى عهد الإمبراطور كانمو (737-806)، وهو الحاكم الخمسون ضمن البيت الإمبراطوري في اليابان (ياماتو).
يُحتمل وجود معطيات أثرية تتعلق بأوائل الحكام التاريخيين لليابان مدفونة في المراقد القديمة التي تُعرف باسم كوفون، والتي بُنيت بين بدايات القرن الثالث وبدايات القرن السابع ميلادية. على أي حال، ومنذ فترة مييجي، ترفض وكالة رعاية القصر الإمبراطوري المدافن أمام العامة أو علماء الآثار، متذرعين بعدم رغبتهم إزعاج أرواح أباطرة الماضي. في ديسمبر من العام 2006، غيرت وكالة رعاية القصر الإمبراطوري من موقفها وقررت السماح للباحثين بدخول بعض المدافن دونما قيود.

### السيطرة الفئوية
وُجدت ستّ عائلات غير إمبراطورية مارست سلطاتها على الأباطرة اليابانيين: سوغا (530-645)، وفوجيوارا (850-1070)، وتايرا (1159-1180)، وميناموتو (وكاماكورا باكوفو) (1192-1333)، وأشيكاغا (1336-1565)، وتوكوغاوا (1603-1867). مع ذلك، فقد توجب الحصول على اعتراف الأباطرة بكل شوغونية من عشائر ميناموتو، وأشيكاغا، وتوكوغاوا، باعتبار الأباطرة مصدر السيادة، رغم أنهم لم يتمكنوا من ممارسة سلطاتهم بعيدًا عن تأثير الشوغونية.

### الصراعات
أدى نمو طبقة الساموراي ابتداءً من القرن العاشر إلى إضعاف سلطة العائلة الإمبراطورية على البلاد شيئًا فشيئًا، وهو ما أفضى إلى زمن من القلاقل. من المعروف دخول الأباطرة في صراعات مع الشوغونية الحاكمة بين الفينة والأخرى. من أمثلة ذلك حرب جوكيو في العام 1221 التي خاضها الإمبراطور غو-توبا ضد شوغونية كاماكورا، وحركة كينمو الإصلاحية في العام 1336 في ظل عهد الإمبراطور غو-دايغو؛ وتُعتبر هذه الأحداث من أجلى الأمثلة على الصراع على السلطة بين البلاط الإمبراطوري والحكومات العسكرية في اليابان.

### القضايا الإقليمية
قبل القرون الأخيرة، لم تشتمل أراضي اليابان على مناطق خارج أراضيها المعروفة في الوقت المعاصر. دخل اسم نيبون في حيّز الاستخدام بعد قرون عديدة من بداية العائلة الإمبراطورية الحالية. لم تظهر الحكومة المركزية إلا قبل وقت وجيز من عهد الأمير شوتوكو (572-622) وخلاله. اعتُبر الإمبراطور تجسيدًا مقدسًا للانسجام الإلهي أكثر من كونه يرأس أي إدارة حاكمة فعلية. في اليابان لطالما سهُل على الأمراء الطموحين انتزاع السلطة الفعلية، نظرًا لعدم تناقُض هذه الحالة في جوهرها مع وضع الإمبراطور. تُواصل الحكومة البرلمانية حاليًا مع الإمبراطور حالة تعايُش شبيهة بسابقاتها من أمثلة علاقة الإمبراطور بالشوغونية، والحكام، وأمراء الحرب، والأوصياء، وغيرهم.
من ناحية تاريخية، لم تكن ألقاب تينو في اللغة اليابانية تتضمن تسميات إقليمية كما هو الحال لدى العديد من الملوك الأوروبيين. وهكذا فإن منصب الإمبراطور هو ظاهرة مستقلة عن الإقليم –إذ إن الإمبراطور هو الإمبراطور، حتى لو كان لديه أتباع في مقاطعة واحدة فقط (كما كان الحال عليه أحيانًا مع البلاطات الإمبراطورية الجنوبية والشمالية).

## اقرأ أيضًا
- وكالة رعاية القصر الإمبراطوري
- قائمة أباطرة اليابان

## وصلات خارجية
- الموقع الرسمي لوكالة رعاية القصر الإمبراطوري